# Tepelenë distrikt
Tepelenas distrikt (albanska: Rrethi i Tepelenës) var ett av Albaniens 36 distrikt. Det hade ett invånarantal på 32 000 (år 2004) och en area av 817 km². Det var beläget i södra Albanien, och dess centralort var Tepelena. Andra städer i det här distriktet var Memaliaji.